# Iva Karagiozova
Iva Karagiozova, née Schkodreva le 21 septembre 1971 à Samokov est une biathlète bulgare.

## Biographie
Iva Karagiozova remporte ses premières victoires dès la première édition de la Coupe du monde en 1987-1988, pour ses débuts internationaux à seulement seize ans, gagnant à Ruhpolding et Antholz (individuel). Aux Championnats du monde 1990, elle fait partie de l'équipe bulgare médaillée de bronze. Lors de l'édition 1991, elle obtient la médaille d'argent dans cette épreuve et la médaille de bronze de l'individuel. En 1993, elle ajoute une cinquième et dernier succès a sa collection sur l'individuel encore, à Antholz-Antersleva. Son dixième et dernier podium en Coupe du monde intervient en 1995 à Oberhof. Elle s'illustre plus tard dans les Championnats d'Europe, remportant le titre de l'individuel en 2000.
Aux Jeux olympiques, elle compte trois participations de 1992 à 2002, terminant deux fois quatrième du relais en 1994 et 2002 et onzième du sprint en 1994, pour ce qui de son meilleur résultat individuel.
Elle poursuit sa carrière jusqu'en 2003.

## Palmarès

### Jeux olympiques d'hiver
| Épreuve / Édition      | Individuel | Sprint | Poursuite                        | Relais |
| ---------------------- | ---------- | ------ | -------------------------------- | ------ |
| JO 1992 Albertville    | 17e        | 33e    | Épreuve inexistante à cette date | 4e     |
| JO 1994 Lillehammer    | 41e        | 11e    | Épreuve inexistante à cette date | 13e    |
| JO 2002 Salt Lake City | 32e        | 41e    | DNS                              | 4e     |

### Championnats du monde
| Épreuve / Édition                | individuel                | Sprint | Poursuite                        | Départ en masse                  | Relais | Course par équipes               |
| Mondiaux 1988 Chamonix           | 16e                       | 8e     | Épreuve inexistante à cette date | Épreuve inexistante à cette date | -      | Épreuve inexistante à cette date |
| Mondiaux 1989 Feistritz          | -                         | 19e    | Épreuve inexistante à cette date | Épreuve inexistante à cette date | -      | 4e                               |
| Mondiaux 1990 Minsk/ Oslo        | -                         | -      | Épreuve inexistante à cette date | Épreuve inexistante à cette date | -      | Médaille de bronze, monde        |
| Mondiaux 1991 Lahti              | Médaille de bronze, monde | -      | Épreuve inexistante à cette date | Épreuve inexistante à cette date | -      | Médaille d'argent, monde         |
| Mondiaux 1993 Borovets           | -                         | -      | Épreuve inexistante à cette date | Épreuve inexistante à cette date | 8e     |                                  |
| Mondiaux 1995 Antholz Anterselva | 31e                       | 43e    | Épreuve inexistante à cette date | Épreuve inexistante à cette date | 7e     | —                                |
| Mondiaux 1996 Ruhpolding         | 6e                        | 54e    | Épreuve inexistante à cette date | Épreuve inexistante à cette date | -      | —                                |
| Mondiaux 1997 Osrblie            | 40e                       | 48e    | -                                | Épreuve inexistante à cette date | 11e    |                                  |
| Mondiaux 2000 Oslo Lahti         | 35e                       | 41e    | 26e                              | -                                | 6e     | Épreuve inexistante à cette date |
| Mondiaux 2003 Khanty-Mansiïsk    | -                         | 45e    | 41e                              | -                                | -      | Épreuve inexistante à cette date |

Légende :

 : deuxième place, médaille d'argent

 : troisième place, médaille de bronze

 : épreuve inexistante à cette date

— : pas de participation à cette épreuve

### Coupe du monde
- Meilleur classement général : 5e en 1988[1].
- 10 podiums individuels : 5 victoires et 5 troisièmes places.
- 1 victoire en relais et 1 victoire par équipes.

#### Détail des victoires individuelles
| Édition / Épreuve | Individuel                    | Sprint | Poursuite | Départ en masse | Total |
| 1987-1988         | Antholz Anterselva Ruhpolding |        |           |                 | 2     |
| 1988-1989         | Östersund                     |        | 1         |                 |       |
| 1989-1990         | Walchsee                      |        | 1         |                 |       |
| 1992-1993         | Antholz Anterselva            |        | 1         |                 |       |
| Total             | 5                             | 0      | 0         | 0               | 5     |

### Championnats d'Europe
- Médaille d'or de l'individuel en 2000.
- Médaille de bronze de l'individuel en 2001.

### Championnats du monde junior
- Médaille d'argent du sprint en 1991[1].